# John Holles, 1. Duke of Newcastle

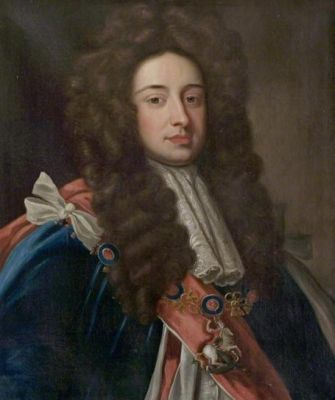
John Holles, 1. Duke of Newcastle

John Holles, 1. Duke of Newcastle-upon-Tyne KG (* 9. Januar 1662; † 15. Juli 1711 in Welbeck, Nottinghamshire) war ein englischer Peer und Politiker.

## Leben
Er war der Sohn und Erbe des Gilbert Holles, 3. Earl of Clare aus dessen Ehe mit Grace Pierrepont. Er wurde am 16. Januar 1662 in Edwinstowe in Nottinghamshire getauft.
Er heiratete am 1. März 1690 seine Cousine Lady Margaret Cavendish, eine Tochter des Henry Cavendish, 2. Duke of Newcastle und der Frances Pierrepont. Mit ihr hatte er eine Tochter:
- Lady Henrietta Cavendish Holles (1694–1755) ⚭ Edward Harley, 2. Earl of Oxford and Earl Mortimer.

Von 1689 bis 1691 hatte er das Hofamt eines Gentleman of the Bedchamber inne. Er war vielfach das Amt des Lord Lieutenant verschiedener Countys inne, 1689 bis 1692 war er Lord Lieutenant von Middlesex, 1694 bis 1711 von Nottinghamshire, 1699 bis 1711 vom East Riding of Yorkshire, 1705 bis 1711 vom North Riding of Yorkshire und 1711 erneut von Middlesex.
1688 wurde er als Knight of the Shire für Nottinghamshire ins House of Commons gewählt. Beim Tod seines Vaters erbte er am 16. Januar 1689 dessen Adelstitel als 4. Earl of Clare und 4. Baron Haughton. Er erhielt dadurch einen Sitz im House of Lords und schied aus dem House of Commons aus.
Am 26. Juli 1691 erbte er die großen Ländereien seines Schwiegervaters und bewarb sich beim König um Neuverleihung von dessen erloschenem Titel Duke of Newcastle. Am 25. Januar 1694 erbte er auch die Ländereien des Cousins zweiten Grades, Denzill Holles, 3. Baron Holles. Am 14. Mai 1694 wurde er zum Duke of Newcastle-upon-Tyne und Marquess of Clare erhoben.
Er war von 1695 bis 1711 Commissioner des Greenwich Hospital. Am 30. Mai 1698 wurde er als Knight Companion in den Hosenbandorden aufgenommen. 1699 bis 1711 war er Keeper von Sherwood Forest und er wurde 1701 High Steward von Dorchester.
Am 29. März 1705 erhielt er das Staatsamt des Lordsiegelbewahrers und wurde in den Kronrat (Privy Council) aufgenommen. Ab 1710 fungierte er auch als Reiserichter (Chief Justice in Eyre, North of Trent).
1711 stürzte er bei einer Hirschjagd vom Pferd und verletzte sich so schwer, dass er kurz darauf auf seinem Anwesen Welbeck Abbey in Nottinghamshire starb. Er wurde am 9. August 1711 in Westminster Abbey bestattet. Da er keine männlichen Nachkommen hinterließ erloschen alle seine Adelstitel mit seinem Tod.